# Stazione di Quimper
La stazione di Quimper (in francese Gare de Quimper) è la principale stazione ferroviaria di Quimper, Francia.